# Hennes Behrens
Hennes Behrens (* 19. Januar 2005 in Frankfurt am Main) ist ein deutscher Fußballspieler. Der linke Außenverteidiger spielt derzeit bei der TSG 1899 Hoffenheim und steht vorrangig im Kader der zweiten Mannschaft.

## Karriere

### Verein
Behrens begann in seiner Heimat bei Rot-Weiß Walldorf mit dem Fußballspielen, schloss sich aber bald den Nachwuchsleistungszentren der benachbarten größeren Vereine an. Nach Stationen beim 1. FSV Mainz 05 und dem SV Darmstadt 98 schloss er sich 2020 der TSG 1899 Hoffenheim an. Dort spielte er bereits im Alter von 15 Jahren für die U-17-Mannschaft und gehörte schon ab 2021 dem Kader der U-19-Mannschaft an. Mit dieser gewann er in der Saison 2023/24 die A-Junioren-Meisterschaft sowie den A-Junioren-DFB-Pokal. Durch den Gewinn der Meisterschaft war seine Mannschaft berechtigt, in der Saison 2024/25 an der UEFA Youth League teilzunehmen. In allen sechs Spielen bis zum Ausscheiden im Achtelfinale gegen Manchester City führte er seine Mannschaft als Kapitän auf das Spielfeld und erzielte insgesamt zwei Tore. In der Saison 2024/25 gehörte er fest zum Kader der zweiten Mannschaft, die in der Regionalliga Südwest der Herren antrat. Hier spielte er regelmäßig auf der linken Abwehrseite und trug mit vier Treffern und vier Torvorlagen in 26 Spielen maßgeblich zum Gewinn der Regionalligameisterschaft und dem damit verbundenen Aufstieg in die 3. Liga am Saisonende bei.
Sein Profidebüt für die erste Mannschaft der TSG 1899 Hoffenheim gab er am 30. Januar 2025 beim 4:3-Auswärtssieg gegen den RSC Anderlecht in der Europa League, als er kurz vor Schluss für David Mokwa eingewechselt wurde. Wenige Tage später gab er auch sein Bundesligadebüt, als er von Trainer Christian Ilzer am 2. Februar 2025 bei der 1:3-Auswärtsniederlage gegen Bayer 04 Leverkusen für David Jurásek eingewechselt wurde. Im Mai 2025 unterzeichnete er in Hoffenheim seinen ersten Profivertrag und soll ab der Saison 2025/26 fest der ersten Mannschaft angehören.

## Titel
- Meister der Regionalliga Südwest und Aufstieg in die 3. Liga: 2025 (TSG 1899 Hoffenheim II)
- Deutscher A-Junioren-Meister: 2024 (TSG 1899 Hoffenheim)
- Deutscher A-Junioren-Pokalsieger: 2024 (TSG 1899 Hoffenheim)
- Meister der A-Junioren-Bundesliga Süd/Südwest: 2024 (TSG 1899 Hoffenheim)